# Otočić Lunga (ö i Kroatien, Istrien)
Otočić Lunga är en ö i Kroatien.   Den ligger i länet Istrien, i den västra delen av landet, 200 km väster om huvudstaden Zagreb.